# 亀崎町
亀崎町（かめざきちょう）は、かつて愛知県知多郡に存在した町。現在は半田市の一部となっている。

## 地理
三河湾北部の衣浦湾に面する湊町である。集落には「せこみち」と呼ばれる路地が無数に存在する。
- 衣浦湾（三河湾）

## 歴史
| 愛知県の人口上位自治体（1921年末） | 愛知県の人口上位自治体（1921年末） | 愛知県の人口上位自治体（1921年末） | 愛知県の人口上位自治体（1921年末） | 愛知県の人口上位自治体（1921年末） | 愛知県の人口上位自治体（1921年末） |
| #                                  | 自治体                             | 人口                               | #                                  | 自治体                             | 人口                               |
| ---------------------------------- | ---------------------------------- | ---------------------------------- | ---------------------------------- | ---------------------------------- | ---------------------------------- |
| 1                                  | 名古屋市                           | 633,274                            | 11                                 | 渥美郡高師村                       | 14,405                             |
| 2                                  | 豊橋市                             | 65,033                             | 12                                 | 丹羽郡古知野町                     | 13,965                             |
| 3                                  | 岡崎市                             | 41,684                             | 13                                 | 渥美郡田原町                       | 13,831                             |
| 4                                  | 一宮市                             | 30,558                             | 14                                 | 海部郡津島町                       | 13,772                             |
| 5                                  | 東春日井郡瀬戸町                   | 23,092                             | 15                                 | 中島郡祖父江町                     | 13,300                             |
| 6                                  | 碧海郡安城町                       | 19,607                             | 16                                 | 西加茂郡挙母町                     | 12,317                             |
| 7                                  | 知多郡半田町                       | 17,141                             | 17                                 | 渥美郡福江町                       | 12,256                             |
| 8                                  | 幡豆郡西尾町                       | 15,511                             | 18                                 | 宝飯郡蒲郡町                       | 12,120                             |
| 9                                  | 知多郡亀崎町                       | 15,170                             | 19                                 | 東春日井郡小牧町                   | 12,101                             |
| 10                                 | 幡豆郡一色町                       | 15,114                             | 20                                 | 碧海郡矢作町                       | 11,345                             |

- 戦国時代頃 - この地域に集落が形成される[2]。
- 江戸時代 - この地域は尾張藩領や犬山藩領となる。伊勢国と三河国を結ぶ海運の中継地となる。
- 江戸時代後期 - 酒造業が発達し、生産された酒は海路で江戸に運ばれる。
- 1876年（明治9年） - 藤江村と有脇村が合併して広田村となる。
- 1882年（明治15年） - 広田村が藤江村[3]と有脇村に分立する。
- 1889年（明治22年）10月1日 - 亀崎村が町制を施行して亀崎町が発足する。
- 1906年（明治39年）5月1日 - 亀崎町が乙川村・有脇村と合併して再び亀崎町が発足する。
- 1937年（昭和12年）10月1日 - 半田町・成岩町と合併して半田市が発足する。

## 町長
- 天埜伊左衛門（1889年- ）

## 経済
- 伊東合資会社 - 天明8年（1788年）創業の酒蔵。2000年（平成12年）廃業。2020年（令和2年）復活。
- 天埜酒造 - 嘉永元年（1848年）創業の酒蔵。

## 交通

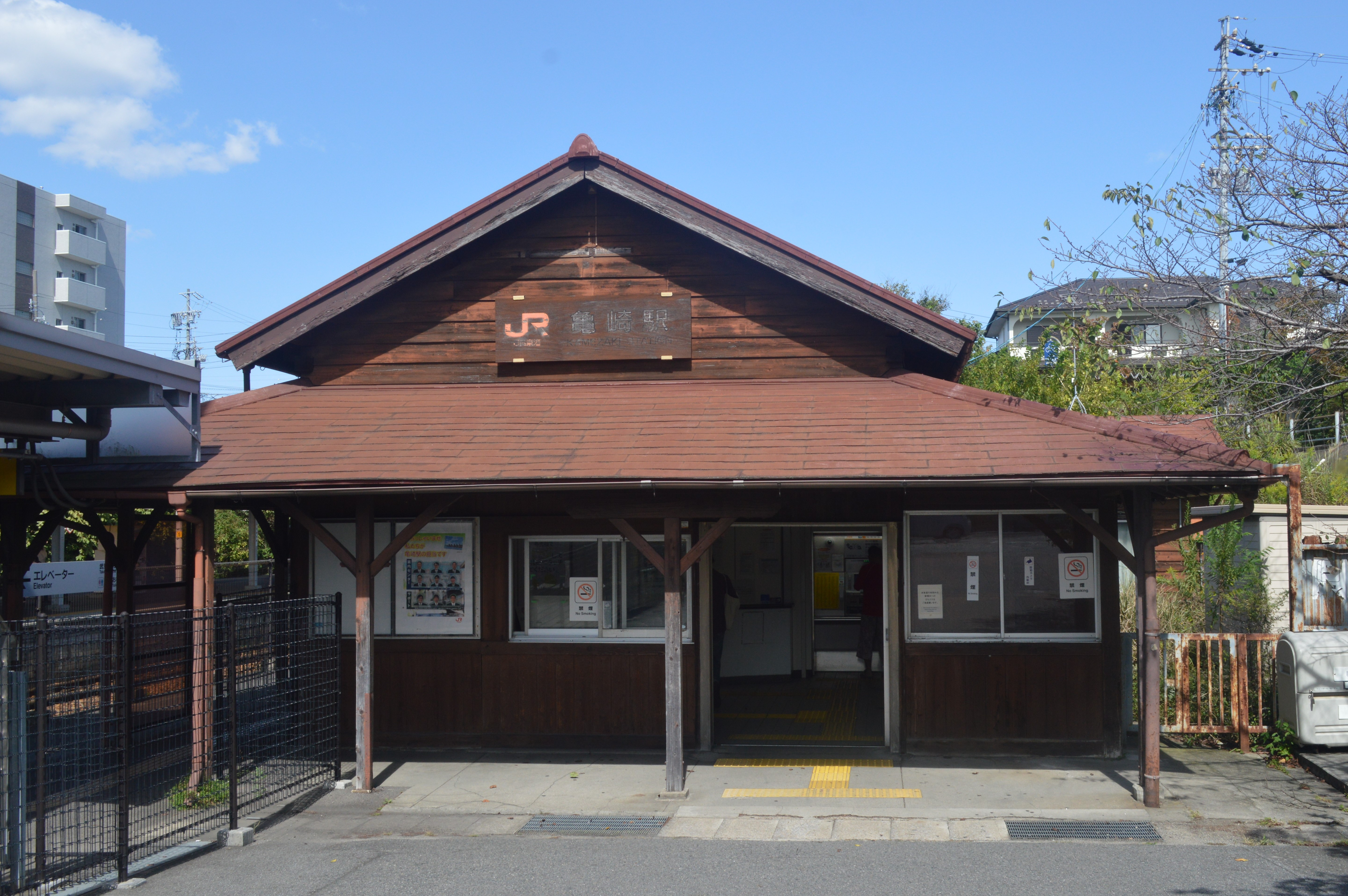
亀崎駅

1886年（明治19年）の武豊線開業時に建設された亀崎駅の駅舎は「日本最古の現役駅舎」とされる。
- 鉄道省武豊線[5]
  - 乙川駅・亀崎駅

## 名所・旧跡
- 神前神社 - 社格は旧県社[6]。神武天皇の伝承がある[6]。亀崎潮干祭を開催。
- 尾張三社 - 亀崎潮干祭における御旅所[7]。社殿は慶応元年（1865年）建立[7]。
- 秋葉社 - 亀崎潮干祭ではからくり人形の奉納が行われる[8]。本殿は半田市指定有形文化財[8]。
- 海潮院 - 知多四国霊場第54番札所。
- 望洲楼 - 安政2年（1855年）創業の料亭。1887年（明治20年）に明治天皇・皇后が陸海軍大演習で知多半島を訪れた際には、望洲楼から料理が運ばれた[9]。福沢諭吉、田山花袋、柳田邦男などの文化人が訪れている[9]。
- 亀崎渡船場跡 - 文化5年（1808年）建立の常夜燈（燈明台）がある[10]。衣浦湾対岸の三河地方に向けて渡し船が運航されていた[10]。

## ギャラリー

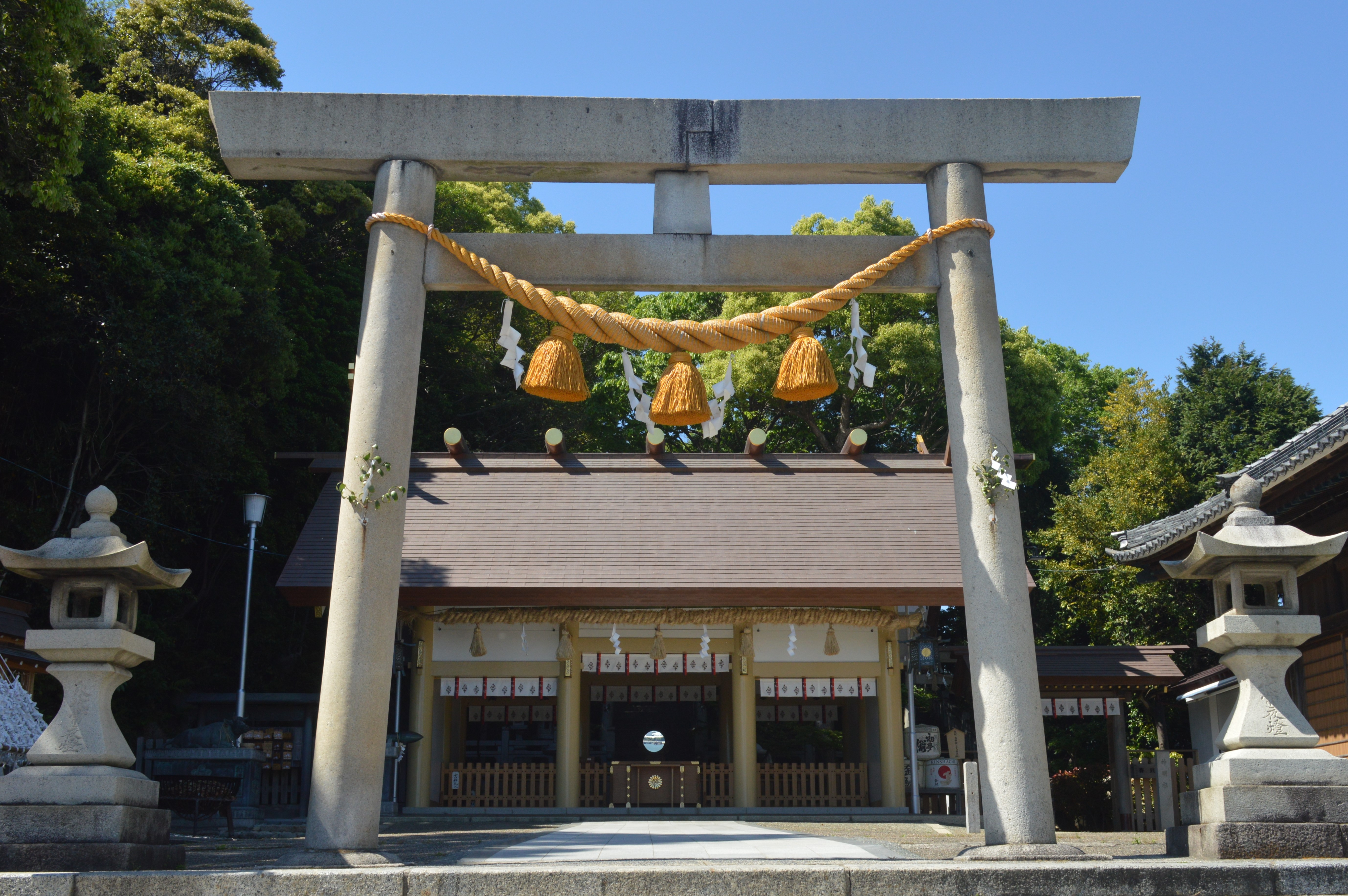
神前神社
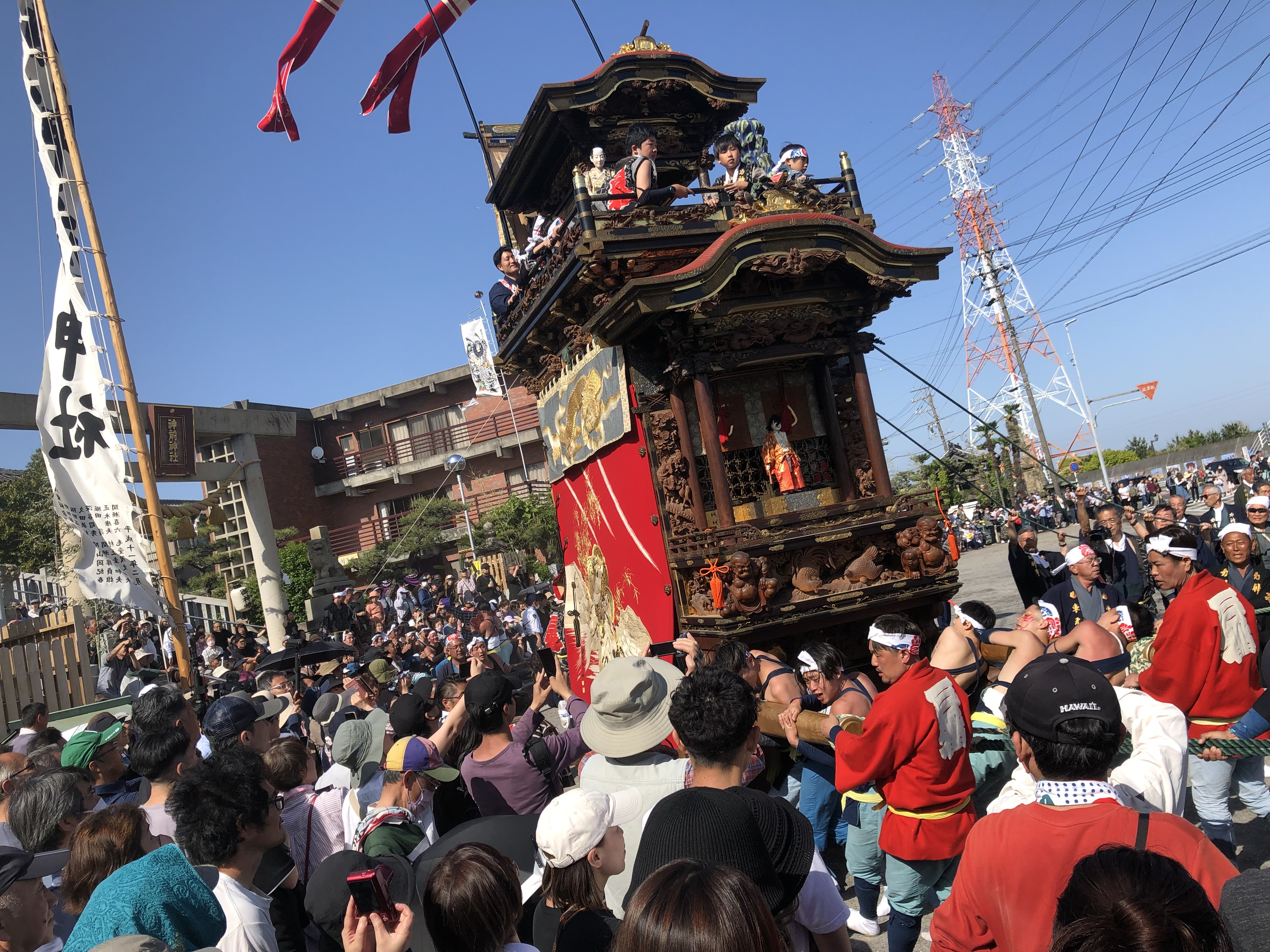
神前神社前での山車曳き回し
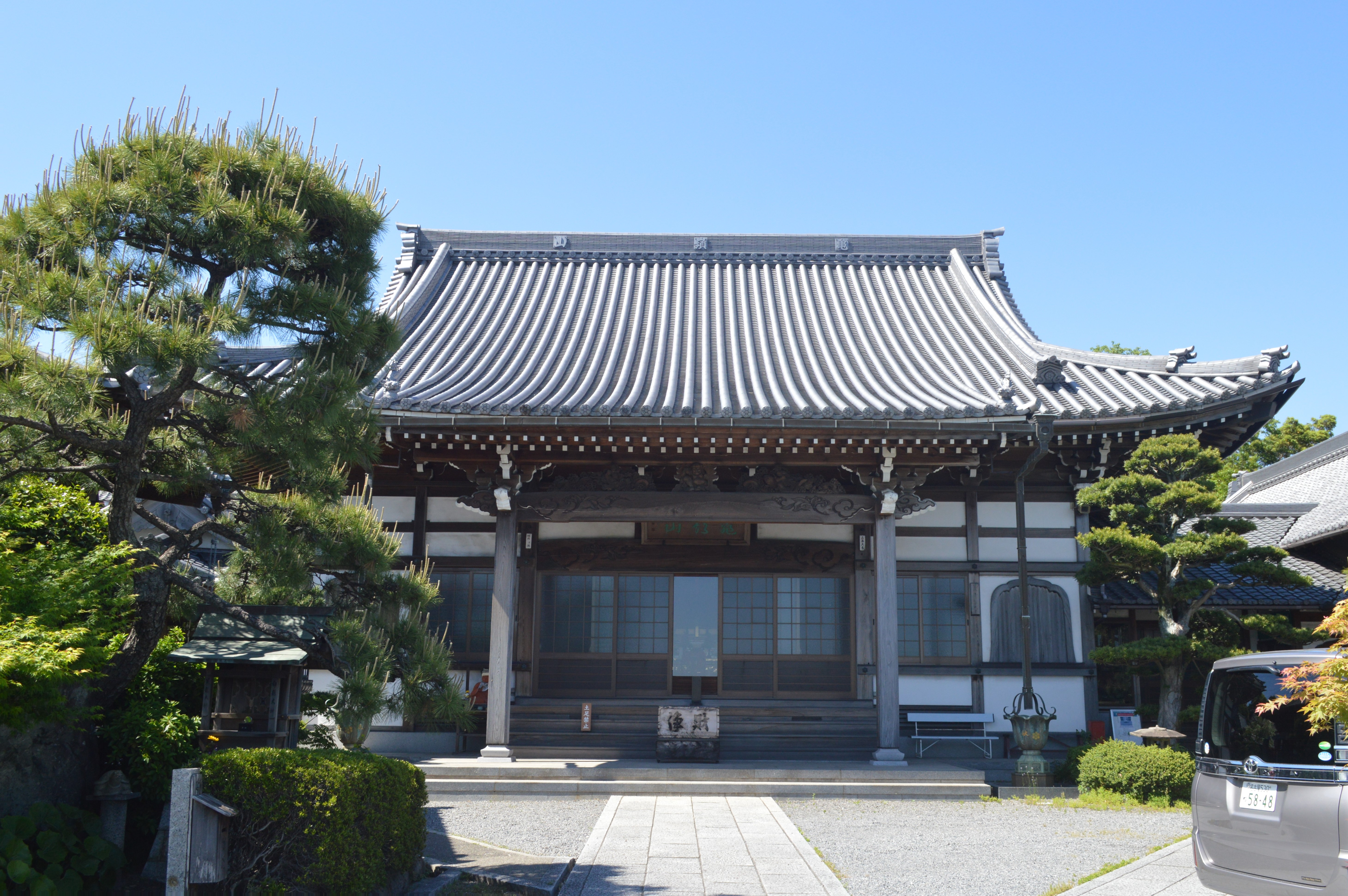
海潮院
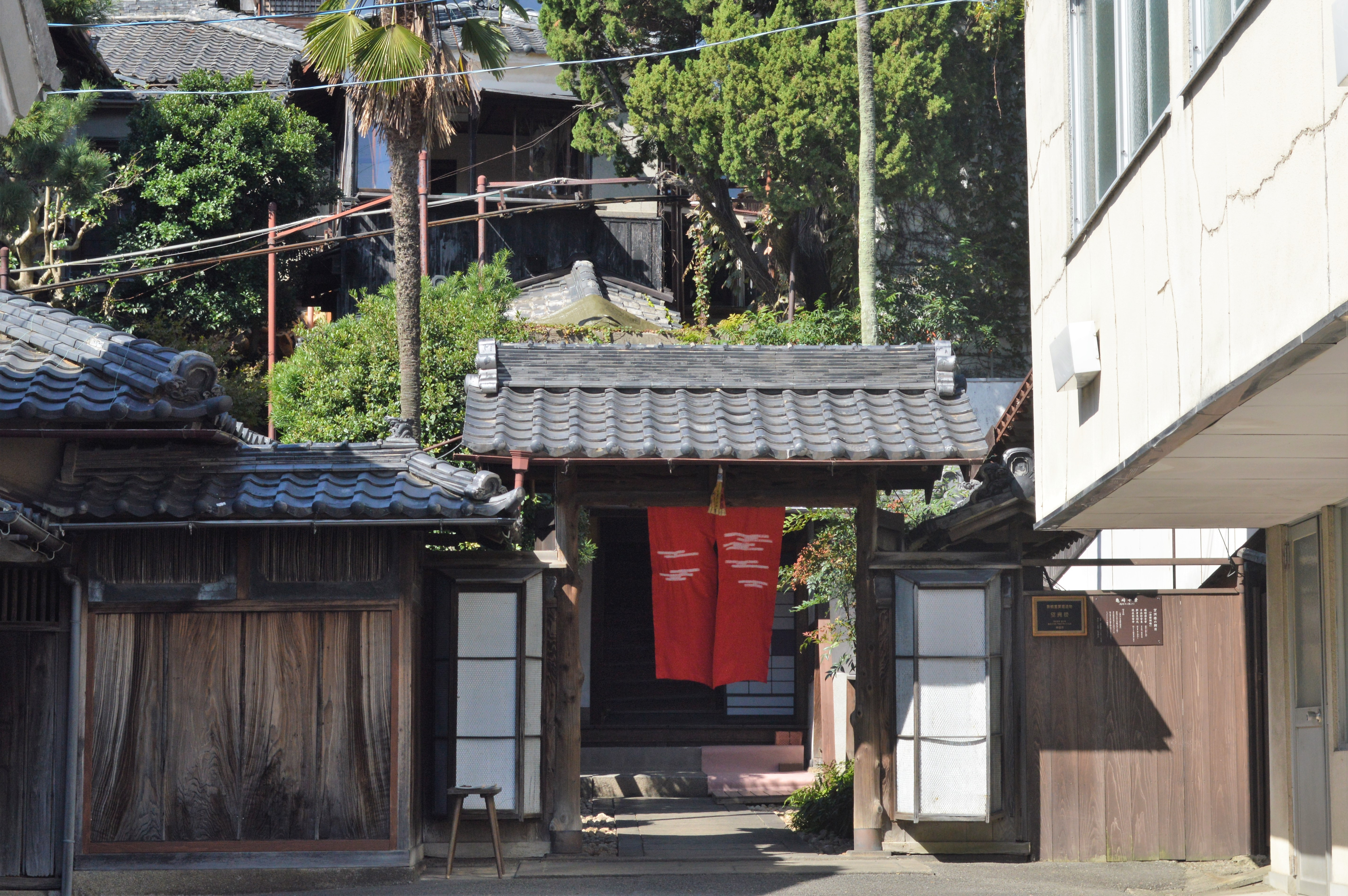
望洲楼
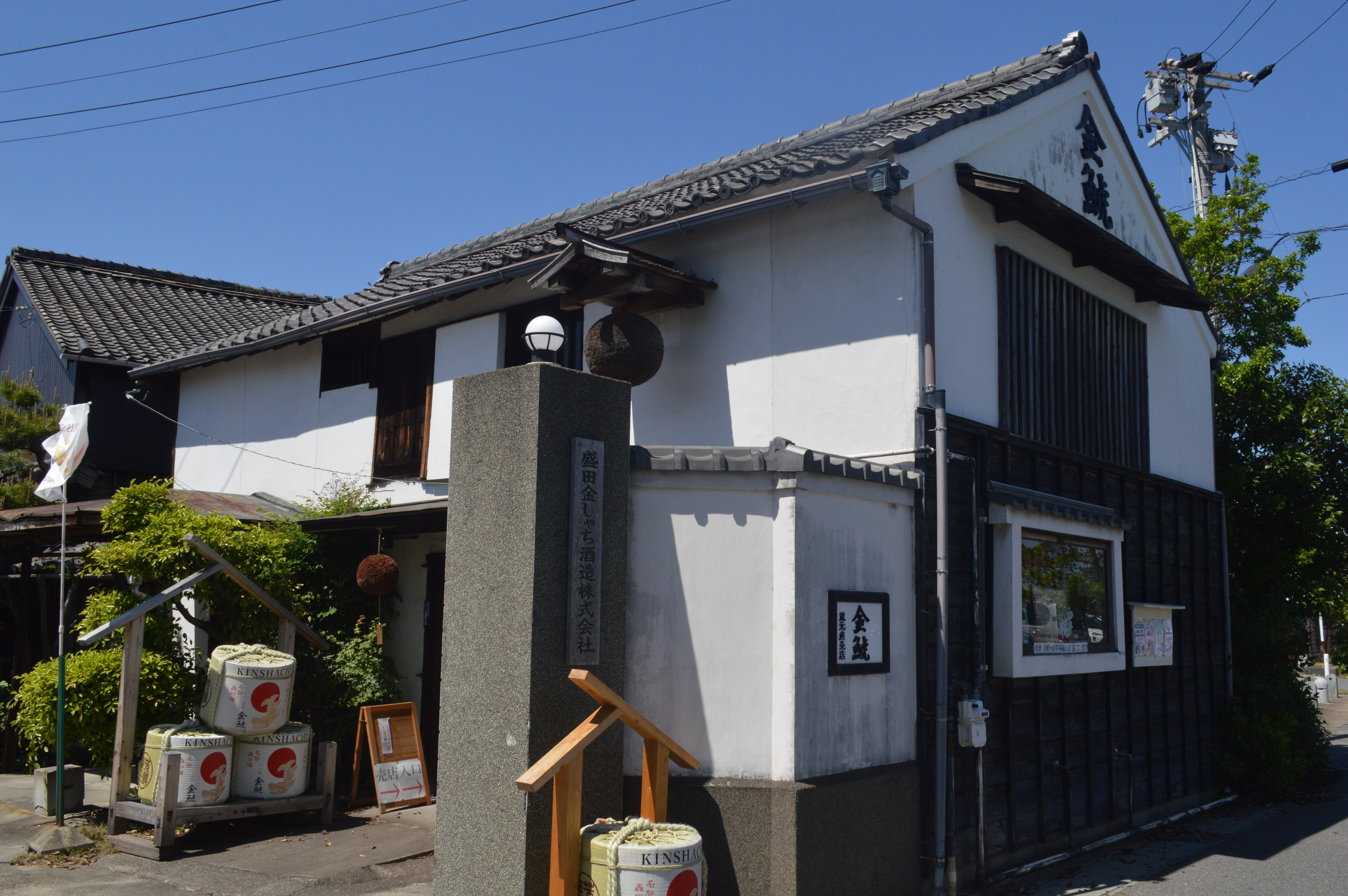
天埜酒造（現・盛田金しゃち酒造）